# Tchäan

Poloha okresu Tchäan v rámci provincii Jižní Čchungčchong i v rámci celé Jižní Korey

Okres Tchäan (korejsky 태안군 – Tchäan gun) je okres v provincii Jižní Čchungčchong v Jižní Koreji. Má rozlohu přibližně 504 čtverečních kilometrů a k roku 2003 v něm žilo přibližně čtyřiašedesát tisíc obyvatel.
Tchäan leží na poloostrově v Žlutém moři na západním kraji Jižní Korey a pozemní hranici má jen na východě s územím města Sosan.